# Kopargaon
Kopargaon là một thành phố và là nơi đặt hội đồng đô thị (municipal council) của quận Ahmadnagar thuộc bang Maharashtra, Ấn Độ.

## Địa lý
Kopargaon có vị trí 19°53′B 74°29′Đ / 19,88°B 74,48°Đ Nó có độ cao trung bình là 493 mét (1617 feet).

## Nhân khẩu
Theo điều tra dân số năm 2001 của Ấn Độ, Kopargaon có dân số 59.996 người. Phái nam chiếm 51% tổng số dân và phái nữ chiếm 49%. Kopargaon có tỷ lệ 69% biết đọc biết viết, cao hơn tỷ lệ trung bình toàn quốc là 59,5%: tỷ lệ cho phái nam là 76%, và tỷ lệ cho phái nữ là 62%. Tại Kopargaon, 13% dân số nhỏ hơn 6 tuổi.